# Мулґі (волость)
Му́лґі (ест. Mulgi vald) — волость в Естонії, одиниця самоврядування в повіті Вільяндімаа, утворена під час адміністративної реформи 2017 року шляхом об'єднання міста-муніципалітету Мийзакюла та волостей: Аб'я, Галлісте й Карксі.

## Географічні дані
Площа волості — 881,11 км2.
На територіях, що склали новоутворене самоврядування, станом на 1 січня 2017 року сумарна чисельність населення становила 7626 осіб. У місті Мийзакюла мешкали 762 жителі, у волостях: Аб'я  — 2125, Галлісте — 1451, Карксі — 3288 осіб.

## Населені пункти
Адміністративні центри — міста Аб'я-Палуоя та Карксі-Нуйа.
На території волості розташовані:
3 міста (linn): Аб'я-Палуоя (Abja-Paluoja), Карксі-Нуйа (Karksi-Nuia), Мийзакюла (Mõisaküla);
2 селища (alevik): Галлісте (Halliste), Ийзу (Õisu);
58 сіл (küla):
Аб'я-Ванамийза (Abja-Vanamõisa), Аб'яку (Abjaku), Айнья (Ainja), Алласте (Allaste), Атіка (Atika), Вабаматсі (Vabamatsi), Вана-Карісте (Vana-Kariste), Вееліксе (Veelikse), Вескімяе (Veskimäe), Гибемяе (Hõbemäe), Гірмукюла (Hirmuküla), Ересте (Ereste), Ерікюла (Äriküla), Каарлі (Kaarli), Калвре (Kalvre), Камара (Kamara), Карксі (Karksi), Кивакюла (Kõvaküla), Кулла (Kulla), Лаатре (Laatre), Лазарі (Lasari), Леелі (Leeli), Ліллі (Lilli), Мару (Maru), Метсакюла (Metsaküla), Миинасте (Mõõnaste), Морна (Morna), Мулґі (Mulgi), Мурі (Muri), Мяекюла (Mäeküla), Найстевалла (Naistevalla), Ніґулі (Niguli), Оті (Oti), Пенуя (Penuja), Пєеґле (Pöögle), Пилде (Põlde), Поллі (Polli), Порнузе (Pornuse), Пяйґісте (Päigiste), Пяйдре (Päidre), Пярсі (Pärsi), Раамату (Raamatu), Рая (Raja), Рімму (Rimmu), Ряеґу (Räägu), Саате (Saate), Саксакюла (Saksaküla), Саммасте (Sammaste), Сар'я (Sarja), Судісте (Sudiste), Сууґа (Suuga), Тілла (Tilla), Тоозі (Toosi), Тугалаане (Tuhalaane), Умбсоо (Umbsoo), Універе (Univere), Ууе-Карісте (Uue-Kariste), Юлемийза (Ülemõisa).

## Історія
31 січня 2017 року Уряд Естонії постановою № 37 затвердив утворення нової адміністративної одиниці — волості Мулґі — шляхом об'єднання територій міського самоврядування Мийзакюла та трьох волостей: Аб'я, Галлісте й Карксі. Зміни в адміністративно-територіальному устрої, відповідно до постанови, мали набрати чинності з дня оголошення результатів виборів до волосної ради нового самоврядування.
15 жовтня 2017 року в Естонії відбулися вибори в органи місцевої влади. Утворення волості Мулґі набуло чинності 24 жовтня 2017 року. Місто Мийзакюла, що втратило статус самоврядування, і волості Аб'я, Галлісте та Карксі вилучені з «Переліку адміністративних одиниць на території Естонії».